# Ayanna Alexander
Ayanna Alexander (* 20. Juli 1982 in Arima) ist eine Dreispringerin aus Trinidad und Tobago.
2007 wurde sie Siebte bei den Panamerikanischen Spielen in Rio de Janeiro, und 2008 gewann sie Bronze bei den Leichtathletik-Zentralamerika- und Karibikmeisterschaften.
2010 holte sie Bronze bei den Zentralamerika- und Karibikspielen. Bei den Commonwealth Games in Neu-Delhi errang sie Silber im Dreisprung und wurde Siebte im Weitsprung. Im Jahr darauf siegte sie bei den Zentralamerika- und Karibikmeisterschaften und wurde Fünfte bei den Panamerikanischen Spielen in Guadalajara.
Bei den Olympischen Spielen 2012 in London schied sie in der Qualifikation aus.
Einer Silbermedaille bei den Zentralamerika- und Karibikmeisterschaften 2013 folgte 2014 Bronze bei den Commonwealth Games in Glasgow. 2015 wurde sie Achte bei den Panamerikanischen Spielen in Toronto.

## Persönliche Bestleistungen
- Weitsprung: 6,28 m, 24. Juni 2012, Port-of-Spain (TTO) 24. Juni 2012
- Dreisprung: 14,40 m, 31. August 2014, Alexandria, VA 31. August 2014
  - Halle: 13,99 m, 20. Februar 2010, Blacksburg, VA 20. Februar 2010